# Gabriel Vidal de Saint-Urbain
Gabriel Vidal de Saint Urbain, né le 9 mars 1854 à Rodez (Aveyron) et mort le 16 novembre 1925 à Saint-Laurent-d'Olt (Aveyron), est un homme politique français.

## Biographie
Docteur en droit en 1880, il entre rapidement dans la magistrature, comme substitut à Loches et Tours, puis comme procureur à Chinon, à Blois et à Tours. Il termine sa carrière comme avocat général à Dijon.
En 1880, il succède à son père comme conseiller général du canton de Campagnac. Il est député de l'Aveyron de 1896 à 1902, et sénateur de 1903 à 1921, inscrit au groupe de la Gauche républicaine. Il est également l'auteur de nombreux ouvrages juridiques et politiques.